# Brachymeria leighi
Brachymeria leighi är en stekelart som först beskrevs av Cameron 1907.  Brachymeria leighi ingår i släktet Brachymeria och familjen bredlårsteklar. Inga underarter finns listade.